# Sveti Andrija
Sveti Andrija («St. Andreas»; italiensk: Donzella) er en ubeboet ø i Adriaterhavet ud for Kroatiens kyst. Øen er en af Elafitiøerne, og ligger ca. 11 km (6 nautisk mil) ud for Dubrovnik. De nærmeste øer er Lopud og Koločep i øst. Øen er 475 meter lang og 130 meter bred. Der står et fyr fra 1873 på øen.

## Reflist
1. 1 2 3  Jasprica, Nenad; Kovačić, Sanja; Ruščić, Mirko (June 2006). "Flora and vegetation of Sveti Andrija island, southern Croatia" (PDF). Natura Croatica. 15 (1–2): 27–42. Hentet 5. July 2018